# Minne Endstra
Minne Endstra (Amsterdam, 23 augustus 1901 - aldaar, 19 augustus 1971) was een Nederlandse zakenman.
Minne Endstra was de derde zoon van Wypke Endstra (1875-1933) en Cornelia Catharina Gerbehij (1875-1937). Zijn ouders hadden een winkel in glas- en verfartikelen en woonden tot hun dood aan de Beukenweg 12 één hoog in Amsterdam-Oost. Minnes grootouders, Simon Endstra (1845-1911), van beroep timmerman, en Popkje van der Werf (1843-1941), waren midden jaren 70 van de 19e eeuw vanuit het Friese Sneek naar Amsterdam verhuisd om daar een beter bestaan te vinden.
Minne Endstra was aanvankelijk handelsreiziger in glas- en verfartikelen en trad op 28 april 1927 te Amsterdam in het huwelijk met Judith Sophia Eduardus Vaz Dias (1899-1981), een Joodse koopvrouw. Zij kregen twee zoons van wie de jongste, Willem, reeds op 16-jarige leeftijd overleed. Vermoedelijk wist het gezin aan de Jodenvervolging te ontsnappen doordat Endstra een gemengd huwelijk had. De Endstra's woonden aanvankelijk op de Nieuwe Achtergracht, nummer 25, en na de Tweede Wereldoorlog korte tijd in de Andreas Bonnstraat 13 huis te Amsterdam. Daarna langere tijd op de Weteringschans 88. De laatste decennia woonden zij op de Apollolaan 109 aldaar.
Endstra verdiende in de Tweede Wereldoorlog veel geld met de verkoop van camouflageverf. Hij kocht voor eigen bedrijfsvoering het pand aan de Weteringschans (de Grote Wetering) Hij was oprichter en directeur van de N.V. Minne Endstra Machine- en Apparatenfabriek MEA (compressoren en gasflessen). Zijn zoon Arnold Endstra zette de onderneming van zijn vader voort. Hij is de oprichter van een bedrijf gespecialiseerd in verhuur van spoorwegwagons. Dit bedrijf bestaat nog altijd, onder de naam Armita Nederland BV.
Minne Endstra en Judith Sophia Eduardus Vaz Dias waren de grootouders van de bekende vastgoedmagnaat Willem Endstra (1953-2004).